# Góry Kaçkar

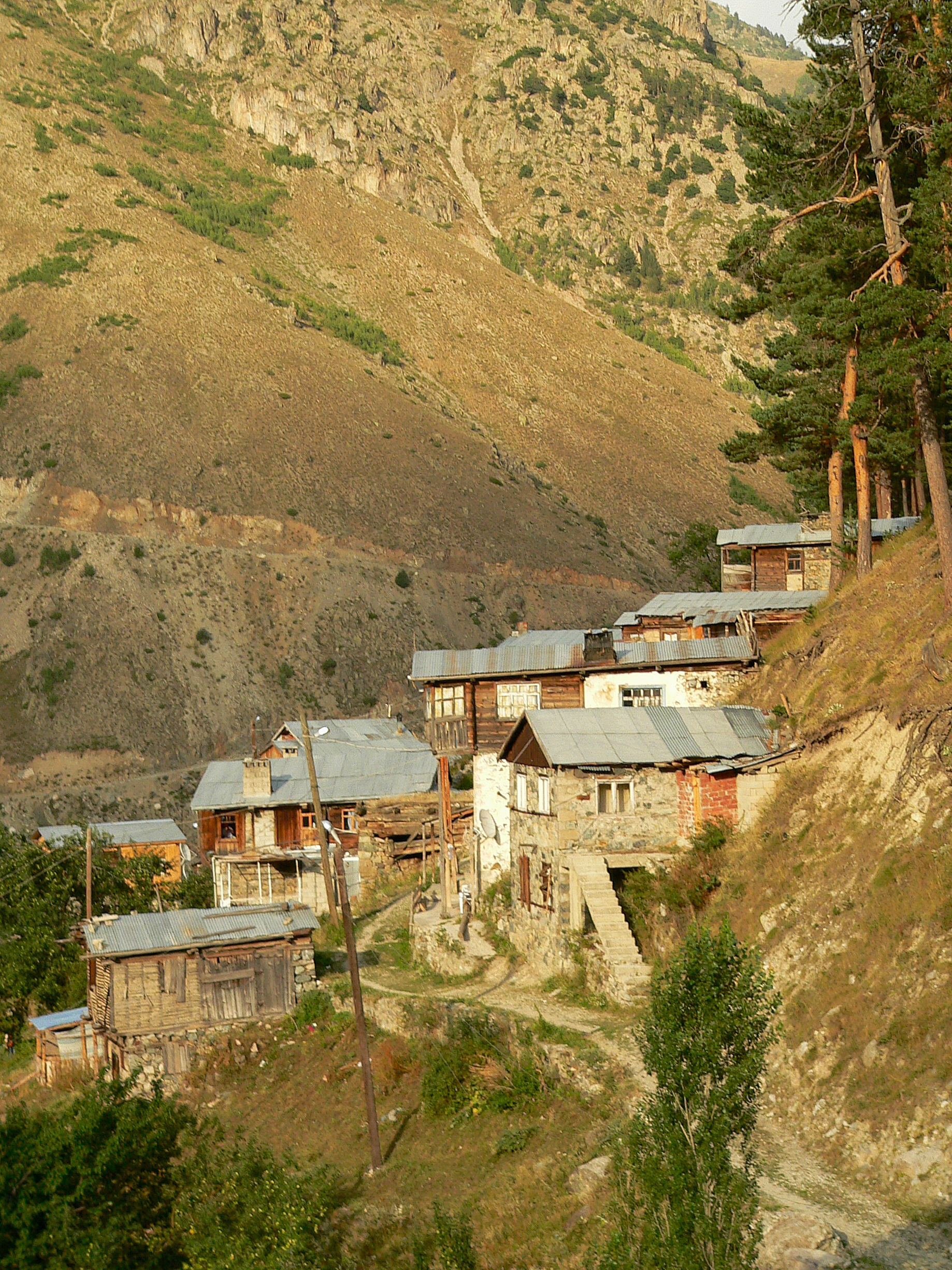
Osada Yaylalar położona w górach Kaçkar

Kaçkar Dağları lub Góry Kaçkar (spotyka się również spolszczenia: Kaczkar i, rzadziej, Kackar) – pasmo górskie w północno-wschodniej części Turcji, najwyższa partia Gór Pontyjskich ze szczytem Kaçkar Dağı (3937 m n.p.m.). Nazwa pasma pochodzi od armeńskiego słowa Խաչքար, czyli chaczkar, kamienny krzyż, a sama nazwa stosowana jest również do głównej grupy szczytowej i najwyższego szczytu.
Od południa pasmo ograniczone jest doliną rzeki Çoruh, zaś jego północne stoki opadają stromo w stronę Morza Czarnego. Z tego powodu, północne zbocza gór są jednym z najwilgotniejszych miejsc w całej Turcji (roczne opady przekraczają tu 3000 mm) i pokryte są bujną roślinnością (najbardziej charakterystycznym gatunkiem porastającym północne zbocza Kaçkaru jest różanecznik). Panujące tam warunki sprzyjają uprawom herbaty. Południowe zbocza gór są suche, a porastające je łąki alpejskie służą jako miejsce wypasu bydła mieszkańcom typowych dla tego regionu yayli.
Góry Kaçkar są jednym z popularniejszych celów wycieczek wysokogórskich na terenie Turcji (zwłaszcza wśród turystów z Izraela). Prawdopodobnie w rejonach gór Kaçkar, po raz pierwszy w historii, zostało zasadzone ziarno.